# Löderburger See
Der Löderburger See ist ein Baggersee bei Löderburg im Salzlandkreis in Sachsen-Anhalt.

## Geschichte
Der Löderburger See entstand aus einem ehemaligen Tagebau, der 1918 eröffnet wurde. 1924 wurde die Kohleförderung eingestellt, bis 1930 wurde nur noch Abraum gefördert. Die Abraumhalde wurde daraufhin 1934 mit Bäumen bepflanzt. Zwei Jahre später wurden erste Überlegungen angestellt, am Tagebau eine Badestelle einzurichten. Die Braunschweiger Kohlenbergwerke lehnten jedoch ab. 1937 stieg der Wasserspiegel ständig. 1959 wurde ein neuer Versuch gestartet, den Tagebau auszubeuten, es wurde mit dem Abpumpen begonnen. Bereits 1962 wurde das Projekt wieder eingestellt.
Anfang der 1970er Jahre wurde der ca. 36 ha große Restlochsee zu einem Naherholungsgebiet ausgebaut und im Juli 1977 eingeweiht. 1974 begann die Herstellung des heutigen Strandes. Baubeginn der ersten Wirtschaftsgebäude, der Gaststätte und Beginn der Gestaltung des Geländes war 1976. Nach 1990 wurde das Tourismuszentrum „Löderburger See“ privatisiert, bevor es der Gemeinde Löderburg 2001 rückübertragen wurde. 2002 wurden Sicherungsmaßnahmen an der Steilküste durchgeführt, ein Jahr später die Gaststätte und das Bad saniert. Eine Rutschbahn wurde 2004 eingeweiht.
2006 wurde die Löderburger See GmbH privatisiert. Ein neuer Campingplatz entstand 2008.

## Freizeitgestaltung

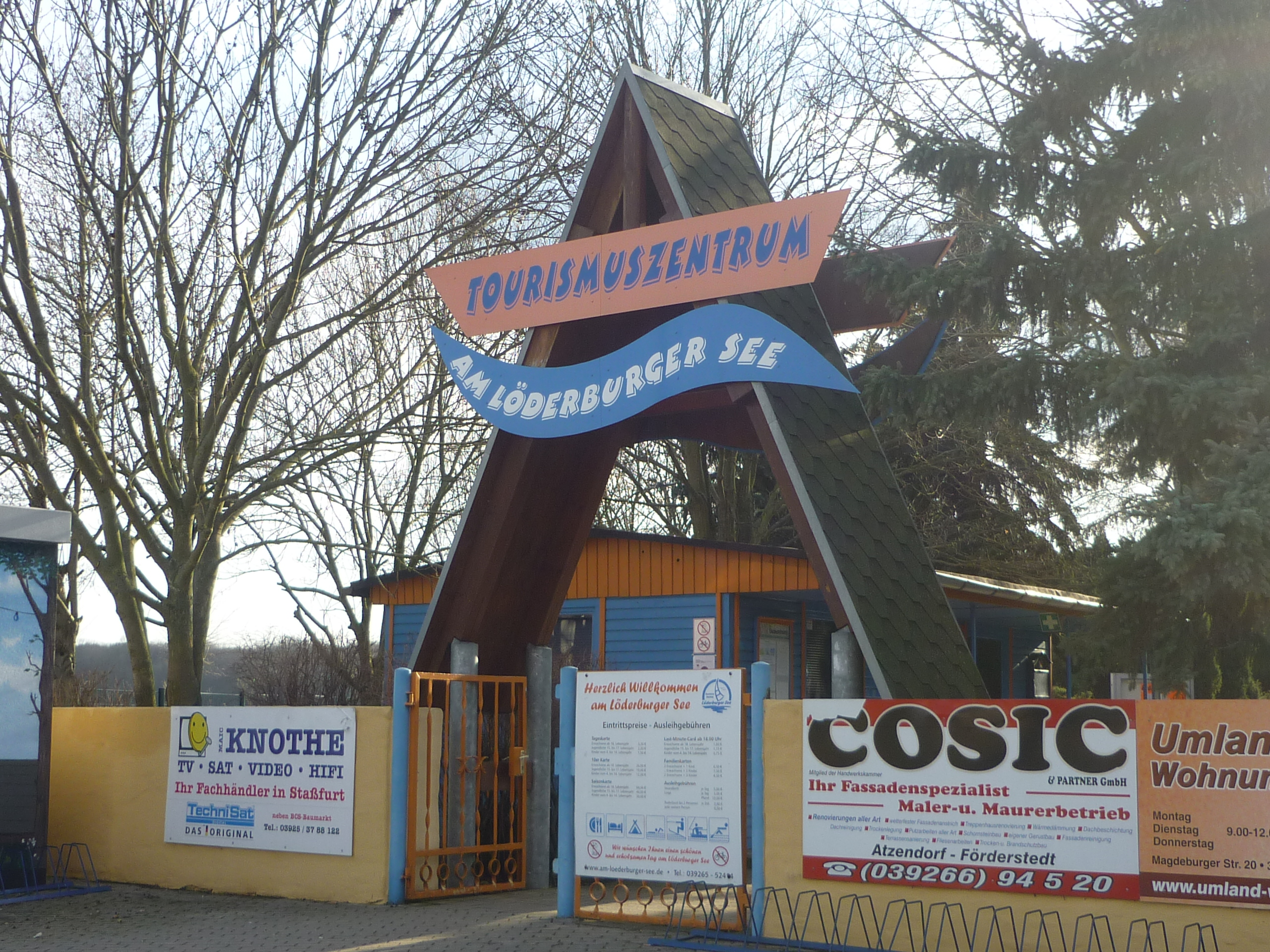
Tourismuszentrum Am Löderburger See

Das Touristenzentrum Am Löderburger See ist eine parkähnliche Anlage mit Liegewiese und einem Sandstrand. Das Touristenzentrum verfügt über ein Restaurant und einen Kiosk. Außer dem Touristenzentrum befindet sich am See eine Wasserski- und Wakeboardanlage. Hier können Surfbretter ausgeliehen oder das eigene benutzt werden.